# Velarifictorus vietnamensis
Velarifictorus vietnamensis är en insektsart som beskrevs av Andrej Vasiljevitj Gorochov 2001. Velarifictorus vietnamensis ingår i släktet Velarifictorus och familjen syrsor. Inga underarter finns listade i Catalogue of Life.